# Duplikant
Duplikant (av latin duplicare, fördubbla, av duplex dubbel), en i äldre tid förekommande benämning på extra lärare vid svenska läroverk. Denna benämning, som tillsammans med uttrycket extra lärare fortfarande förekom i 1859 års skolstadga, kommer från det att sådana lärare anställdes när en klass måste delas i två grupper (parallellavdelningar) på grumd av för stort antal elever.